# Luxembourg (circonscription électorale européenne)
 (septembre 2024).
Pour les articles homonymes, voir Luxembourg (homonymie).
Ne doit pas être confondu avec circonscriptions électorales du Luxembourg.
Le Luxembourg est l'unique circonscription électorale luxembourgeoise pour les élections européennes.
Depuis les élections européennes du 10 juin 1979, elle est représentée au Parlement européen par six députés élus au suffrage universel direct. Les pays les moins peuplés de l'Union, ne dépassant pas 1 400 000 habitants, à l'instar du Luxembourg, disposent d'une surreprésentation au Parlement européen, avec 6 élus, seuil minimum par État.

## Description géographique et démographique
Le territoire du Grand-Duché est divisé en 102 communes — dont douze ont le statut de ville établi par la loi. Les communes sont regroupées en douze cantons, qui ne sont pas des découpages à but administratif, ils servent uniquement à définir les quatre circonscriptions électorales et les deux arrondissements judiciaires (Luxembourg et Diekirch), au contraire des trois anciens districts (Diekirch, Grevenmacher et Luxembourg) abolis en 2015 et qui avaient notamment pour rôle la surveillance de la gestion des administrations communales ; l'État a repris l'ensemble de ces compétences.
Le Luxembourg compte 602 005 habitants au 1er janvier 2018.

## Description historique et politique

### Historique des députations
Lorsque le Parlement est créé dans les années 1950 avec 78 députés de l'Assemblée commune de la CECA, les trois États les plus petits (ceux du Benelux : Belgique, Luxembourg et Pays-Bas) sont inquiets de leur sous-représentation et obtinrent la garantie d'un nombre de sièges supérieur à une représentation proportionnelle. Le nombre de députés arrive à 142 lorsque l'Assemblée est étendue à la Communauté économique européenne (CEE) et à l'Communauté européenne de l'énergie atomique (Euratom).
L'historique des députations luxembourgeoises est connu à travers les informations données sur le site web du Parlement européen.

#### 1relégislature
| Parti | Parti          | Députés        |
| ----- | -------------- | -------------- |
| CSV   |                | Fernand Boden  |
| CSV   | Jacques Santer |                |
| CSV   | Pierre Werner  |                |
| DP    |                | Colette Flesch |
| DP    | Gaston Thorn   |                |
| LSAP  |                | Victor Abens   |

- Gaston Thorn (DP) est remplacé le 19 juillet 1979 par Jean Hamilius.
  - Jean Hamilius (DP) est remplacé le 15 février 1982 par Charles Goerens.
- Pierre Werner (CSV) est remplacé le 17 juillet 1979 par Jean Wolter.
  - Jean Wolter (CSV) est remplacé le 14 août 1979 par Nicolas Estgen.
- Colette Flesch (DP) est remplacée le 26 novembre 1980 par René Mart.
- Fernand Boden (CSV) est remplacé le 19 juillet 1979 par Marc Fischbach.
- Jacques Santer (CSV) est remplacé le 19 juillet 1979 par Jean Spautz.
  - Jean Spautz (CSV) est remplacée le 5 mars 1980 par Marcelle Lentz-Cornette.

#### 2elégislature
| Parti | Parti           | Députés        |
| ----- | --------------- | -------------- |
| CSV   |                 | Fernand Boden  |
| CSV   | Jacques Santer  |                |
| CSV   | Jean Spautz     |                |
| LSAP  |                 | Victor Abens   |
| LSAP  | Jacques F. Poos |                |
| DP    |                 | Colette Flesch |

- Jacques Santer (CSV) est remplacé le 24 juillet 1984 par Nicolas Estgen.
- Colette Flesch (DP) est remplacée le 9 octobre 1985 par Lydie Polfer-Wurth.
- Fernand Boden (CSV) est remplacé le 24 juillet 1984 par Ernest Mühlen.
- Jean Spautz (CSV) est remplacé le 24 juillet 1984 par Marcelle Lentz-Cornette.
- Jacques F. Poos (LSAP) est remplacé le 27 juillet 1984 par Lydie Schmit.
  - Lydie Schmit (LSAP) est remplacée le 28 avril 1988 par Joseph Wohlfart (lb).

#### 3elégislature
| Parti | Parti           | Députés              |
| ----- | --------------- | -------------------- |
| CSV   |                 | Jean-Claude Juncker  |
| CSV   | Jacques Santer  |                      |
| CSV   | Jean Spautz     |                      |
| LSAP  |                 | Mady Delvaux-Stehres |
| LSAP  | Jacques F. Poos |                      |
| DP    |                 | Colette Flesch       |

- Jacques Santer (CSV) est remplacé le 25 juillet 1989 par Astrid Lulling.
- Colette Flesch (DP) est remplacée le 12 juin 1990 par Lydie Polfer-Wurth.
- Jean-Claude Juncker (CSV) est remplacé le 25 juillet 1989 par Viviane Reding.
- Jacques F. Poos (LSAP) est remplacé le 25 juillet 1989 par Ben Fayot.
- Jean Spautz (CSV) est remplacé le 25 juillet 1989 par Nicolas Estgen.
- Mady Delvaux-Stehres (LSAP) est remplacée le 25 juillet 1989 par Robert Krieps.
  - Robert Krieps (LSAP) est remplacé le 9 octobre 1990 par Marcel Schlechter.

#### 4elégislature
| Parti    | Parti           | Députés              |
| -------- | --------------- | -------------------- |
| CSV      |                 | Jean-Claude Juncker  |
| CSV      | Jacques Santer  |                      |
| LSAP     |                 | Mady Delvaux-Stehres |
| LSAP     | Jacques F. Poos |                      |
| DP       |                 | Lydie Polfer-Wurth   |
| GLEI-GAP |                 | Jup Weber (lb)       |

- Jean-Claude Juncker (CSV) est remplacé le 19 juillet 1994 par Viviane Reding.
- Jacques Santer (CSV) est remplacé le 19 juillet 1994 par Astrid Lulling.
- Lydie Polfer-Wurth (DP) est remplacé le 25 octobre 1994 par Charles Goerens.
- Jacques F. Poos (LSAP) est remplacé le 19 juillet 1994 par Ben Fayot.
- Mady Delvaux-Stehres (LSAP) est remplacée le 19 juillet 1994 par Marcel Schlechter.

#### 5elégislature
| Parti | Parti           | Députés             |
| ----- | --------------- | ------------------- |
| CSV   |                 | Jean-Claude Juncker |
| CSV   | Jacques Santer  |                     |
| LSAP  |                 | Alex Bodry          |
| LSAP  | Robert Goebbels |                     |
| DP    |                 | Charles Goerens     |
| Gréng |                 | Camille Gira        |

- Jean-Claude Juncker (CSV) est remplacé le 7 août 1999 par Viviane Reding.
  - Viviane Reding (CSV) est remplacée le 16 septembre 1999 par Astrid Lulling.
- Charles Goerens (DP) est remplacé le 7 août 1999 par Colette Flesch.
- Alex Bodry (LSAP) est remplacé le 20 juillet 1999 par Jacques F. Poos.
- Camille Gira (Gréng) est remplacé le 20 juillet 1999 par Claude Turmes.

#### 6elégislature
| Parti | Parti               | Députés          |
| ----- | ------------------- | ---------------- |
| CSV   |                     | François Biltgen |
| CSV   | Luc Frieden         |                  |
| CSV   | Jean-Claude Juncker |                  |
| LSAP  |                     | Jean Asselborn   |
| Gréng |                     | Claude Turmes    |
| DP    |                     | Lydie Polfer     |

- Jean-Claude Juncker (CSV) est remplacé le 20 juillet 2004 par Astrid Lulling.
- Luc Frieden (CSV) est remplacé le 20 juillet 2004 par Jean Spautz.
- François Biltgen (CSV) est remplacé le 20 juillet 2004 par Erna Hennicot-Schoepges.
- Jean Asselborn (LSAP) est remplacé le 20 juillet 2004 par Robert Goebbels.

#### 7elégislature
| Parti | Parti          | Députés         |
| ----- | -------------- | --------------- |
| CSV   |                | Frank Engel     |
| CSV   | Astrid Lulling |                 |
| CSV   | Viviane Reding |                 |
| LSAP  |                | Robert Goebbels |
| DP    |                | Charles Goerens |
| Gréng |                | Claude Turmes   |

- Viviane Reding (CSV) est remplacée le 14 juillet 2009 par Georges Bach.

#### 8elégislature
| Parti | Parti          | Députés              |
| ----- | -------------- | -------------------- |
| CSV   |                | Georges Bach         |
| CSV   | Frank Engel    |                      |
| CSV   | Viviane Reding |                      |
| Gréng |                | Claude Turmes        |
| DP    |                | Charles Goerens      |
| LSAP  |                | Mady Delvaux-Stehres |

- Viviane Reding (CSV) est remplacée le 2 septembre 2018 par Christophe Hansen.
- Claude Turmes (Gréng) est remplacé le 20 juin 2019 par Tilly Metz.

#### 9elégislature
| Parti | Parti               | Députés         |
| ----- | ------------------- | --------------- |
| DP    |                     | Charles Goerens |
| DP    | Monica Semedo       |                 |
| CSV   |                     | Martine Kemp    |
| CSV   | Isabel Wiseler-Lima |                 |
| Gréng |                     | Tilly Metz      |
| LSAP  |                     | Nicolas Schmit  |

- Nicolas Schmit (LSAP) est remplacé le 10 décembre 2019 par Marc Angel.
- Christophe Hansen (CSV) est remplacé le 24 octobre 2023 par Martine Kemp.

### Historique des élections

#### Synthèse
|       |       | 1979 | 1984 | 1989 | 1994 | 1999 | 2004 | 2009 | 2014 | 2019 |  |
| ----- | ----- | ---- | ---- | ---- | ---- | ---- | ---- | ---- | ---- | ---- |  |
| CSV   |       | 3    | 3    | 3    | 2    | 2    | 3    | 3    | 3    | 2    |  |
| DP    |       | 2    | 1    | 1    | 1    | 1    | 1    | 1    | 1    | 2    |  |
| LSAP  |       | 1    | 2    | 2    | 2    | 2    | 1    | 1    | 1    | 1    |  |
| Gréng |       |      | 0    |      | 1    | 1    | 1    | 1    | 1    | 1    |  |
|       |       |      |      |      |      |      |      |      |      |      |  |
| Total | Total | 6    | 6    | 6    | 6    | 6    | 6    | 6    | 6    | 6    |  |

#### Élections de 1979
Les élections européennes de 1979 ont eu lieu le 10 juin 1979. Voici les résultats pour ces élections européennes, ceux-ci ne comprennent que les noms des élus.
| Partis                   | Partis                                         | Voix    | %     | +/- | Sièges | +/-           | Groupe |
| ------------------------ | ---------------------------------------------- | ------- | ----- | --- | ------ | ------------- | ------ |
|                          | Parti populaire chrétien-social (CSV)          | 352 296 | 36,13 | Nv  | 3      | Nv            | PPE    |
|                          | Parti démocratique (DP)                        | 274 307 | 28,14 | Nv  | 2      | Nv            | LD     |
|                          | Parti ouvrier socialiste luxembourgeois (LSAP) | 211 106 | 21,65 | Nv  | 1      | Nv            | SOC    |
|                          | Parti social-démocrate (SdP)                   | 68 289  | 7,00  | Nv  | 0      | Nv            |        |
|                          | Parti communiste luxembourgeois (KPL)          | 48 813  | 5,01  | Nv  | 0      | Nv            |        |
|                          | Alternativ Lëscht - Wiert Iech                 | 9 485   | 0,97  | Nv  | 0      | Nv            |        |
|                          | Parti libéral                                  | 5 610   | 0,58  | Nv  | 0      | Nv            |        |
|                          | Ligue communiste révolutionnaire (LCR)         | 5 085   | 0,52  | Nv  | 0      | Nv            |        |
| Total des voix           | Total des voix                                 | 974 991 | 100   |     |        |               |        |
|                          |                                                |         |       |     |        |               |        |
| Votes valides            | Votes valides                                  | 170 759 | 90,28 |     |        |               |        |
| Votes blancs et nuls     | Votes blancs et nuls                           | 18 382  | 9,72  |     |        |               |        |
| Total                    | Total                                          | 189 141 | 100   | -   | 6      | en stagnation | -      |
| Abstentions              | Abstentions                                    | 23 599  | 11,09 |     |        |               |        |
| Inscrits / Participation | Inscrits / Participation                       | 212 740 | 88,91 |     |        |               |        |

| Nom | Nom            | Parti | Voix   | %    |
| --- | -------------- | ----- | ------ | ---- |
|     | Gaston Thorn   | DP    | 32 314 | 3,31 |
|     | Pierre Werner  | CSV   | 27 305 | 2,80 |
|     | Colette Flesch | DP    | 21 660 | 2,22 |
|     | Fernand Boden  | CSV   | 14 532 | 1,49 |
|     | Jacques Santer | CSV   | 14 119 | 1,45 |
|     | Victor Abens   | LSAP  | 12 767 | 1,31 |

#### Élections de 1984
Les élections européennes de 1984 ont eu lieu le 17 juin 1984. Voici les résultats pour ces élections européennes, ceux-ci ne comprennent que les noms des élus.
| Partis                   | Partis                                         | Voix    | %     | +/-  | Sièges | +/-           | Groupe |
| ------------------------ | ---------------------------------------------- | ------- | ----- | ---- | ------ | ------------- | ------ |
|                          | Parti populaire chrétien-social (CSV)          | 345 586 | 34,90 | 1,23 | 3      | en stagnation | PPE    |
|                          | Parti ouvrier socialiste luxembourgeois (LSAP) | 296 382 | 29,93 | 8,28 | 2      | 1             | SOC    |
|                          | Parti démocratique (DP)                        | 218 481 | 22,07 | 6,07 | 1      | 1             | LD     |
|                          | Les Verts (Gréng)                              | 60 152  | 6,08  | Nv   | 0      | Nv            |        |
|                          | Parti communiste luxembourgeois (KPL)          | 40 395  | 4,08  | 0,93 | 0      | en stagnation |        |
|                          | Parti socialiste indépendant (PSI)             | 25 355  | 2,56  | Nv   | 0      | Nv            |        |
|                          | Ligue communiste révolutionnaire (LCR)         | 3 791   | 0,38  | Nv   | 0      | Nv            |        |
| Total des voix           | Total des voix                                 | 990 142 | 100   |      |        |               |        |
|                          |                                                |         |       |      |        |               |        |
| Votes valides            | Votes valides                                  | 173 888 | 90,75 |      |        |               |        |
| Votes blancs et nuls     | Votes blancs et nuls                           | 17 714  | 9,25  |      |        |               |        |
| Total                    | Total                                          | 191 602 | 100   | -    | 6      | en stagnation | -      |
| Abstentions              | Abstentions                                    | 24 190  | 11,21 |      |        |               |        |
| Inscrits / Participation | Inscrits / Participation                       | 215 792 | 88,79 |      |        |               |        |

| Nom | Nom             | Parti | Voix   | %    |
| --- | --------------- | ----- | ------ | ---- |
|     | Jacques Santer  | CSV   | 22 432 | 2,27 |
|     | Colette Flesch  | DP    | 22 239 | 2,25 |
|     | Fernand Boden   | CSV   | 18 445 | 1,86 |
|     | Victor Abens    | LSAP  | 18 044 | 1,82 |
|     | Jean Spautz     | CSV   | 15 761 | 1,59 |
|     | Jacques F. Poos | LSAP  | 13 411 | 1,35 |

#### Élections de 1989
Les élections européennes de 1989 ont eu lieu le 18 juin 1989. Voici les résultats pour ces élections européennes, ceux-ci ne comprennent que les noms des élus.
| Partis                   | Partis                                         | Voix    | %     | +/-  | Sièges | +/-           | Groupe |
| ------------------------ | ---------------------------------------------- | ------- | ----- | ---- | ------ | ------------- | ------ |
|                          | Parti populaire chrétien-social (CSV)          | 346 621 | 34,87 | 0,03 | 3      | en stagnation | PPE    |
|                          | Parti ouvrier socialiste luxembourgeois (LSAP) | 252 920 | 25,44 | 4,49 | 2      | en stagnation | PSE    |
|                          | Parti démocratique (DP)                        | 198 254 | 19,95 | 2,12 | 1      | en stagnation | ELDR   |
|                          | Liste Verte, Initiative Écologiste (GLEI)      | 61 054  | 6,14  | Nv   | 0      | Nv            |        |
|                          | Parti communiste luxembourgeois (KPL)          | 46 791  | 4,71  | 0,63 | 0      | en stagnation |        |
|                          | Parti de l’Alternative Verte (GAP)             | 42 926  | 4,32  | Nv   | 0      | Nv            |        |
|                          | Mouvement national (NB)                        | 28 867  | 2,91  | Nv   | 0      | Nv            |        |
|                          | Alliance de l'alternative verte (GRAL)         | 8 577   | 0,86  | Nv   | 0      | Nv            |        |
|                          | Parti socialiste révolutionnaire (RSP)         | 6 053   | 0,61  | 0,19 | 0      | en stagnation |        |
|                          | Firwat nët?                                    | 1 876   | 0,19  | Nv   | 0      | Nv            |        |
| Total des voix           | Total des voix                                 | 993 951 | 100   |      |        |               |        |
|                          |                                                |         |       |      |        |               |        |
| Votes valides            | Votes valides                                  | 174 472 | 91,18 |      |        |               |        |
| Votes blancs et nuls     | Votes blancs et nuls                           | 16 870  | 8,82  |      |        |               |        |
| Total                    | Total                                          | 191 342 | 100   | -    | 6      | en stagnation | -      |
| Abstentions              | Abstentions                                    | 27 598  | 12,60 |      |        |               |        |
| Inscrits / Participation | Inscrits / Participation                       | 218 940 | 87,40 |      |        |               |        |

| Nom | Nom                  | Parti | Voix   | %    |
| --- | -------------------- | ----- | ------ | ---- |
|     | Jacques Santer       | CSV   | 28 182 | 2,84 |
|     | Colette Flesch       | DP    | 22 009 | 2,21 |
|     | Jean-Claude Juncker  | CSV   | 20 615 | 2,07 |
|     | Jacques F. Poos      | LSAP  | 19 657 | 1,98 |
|     | Jean Spautz          | CSV   | 15 535 | 1,56 |
|     | Mady Delvaux-Stehres | LSAP  | 9 154  | 0,92 |

#### Élections de 1994
Les élections européennes de 1994 ont eu lieu le 12 juin 1994. Voici les résultats pour ces élections européennes, ceux-ci ne comprennent que les noms des élus.
| Partis                   | Partis                                                           | Voix      | %     | +/-  | Sièges | +/-           | Groupe |
| ------------------------ | ---------------------------------------------------------------- | --------- | ----- | ---- | ------ | ------------- | ------ |
|                          | Parti populaire chrétien-social (CSV)                            | 319 462   | 31,50 | 3,37 | 2      | 1             | PPE-DE |
|                          | Parti ouvrier socialiste luxembourgeois (LSAP)                   | 251 500   | 24,80 | 0,64 | 2      | en stagnation | PSE    |
|                          | Parti démocratique (DP)                                          | 190 977   | 18,83 | 1,12 | 1      | en stagnation | ELDR   |
|                          | Les Verts (GLEI-GAP)                                             | 110 888   | 10,93 | 4,79 | 1      | 1             | Verts  |
|                          | Comité d'action pour la démocratie et des retraites justes (ADR) | 70 470    | 6,95  | Nv   | 0      | Nv            |        |
|                          | Mouvement national (NB)                                          | 24 141    | 2,38  | 0,53 | 0      | en stagnation |        |
|                          | Parti communiste luxembourgeois (KPL)                            | 16 559    | 1,63  | 3,08 | 0      | en stagnation |        |
|                          | Groupement pour la souveraineté du Luxembourg (lb) (GLS)         | 12 091    | 1,19  | Nv   | 0      | Nv            |        |
|                          | Nouvelle gauche                                                  | 9 421     | 0,93  | Nv   | 0      | Nv            |        |
|                          | Parti des droits de l'Homme neutre et indépendant (lb) (NOMP)    | 8 765     | 0,86  | Nv   | 0      | Nv            |        |
| Total des voix           | Total des voix                                                   | 1 014 274 | 100   |      |        |               |        |
|                          |                                                                  |           |       |      |        |               |        |
| Votes valides            | Votes valides                                                    | 178 643   | 90,06 |      |        |               |        |
| Votes blancs et nuls     | Votes blancs et nuls                                             | 19 727    | 9,94  |      |        |               |        |
| Total                    | Total                                                            | 198 370   | 100   | -    | 6      | en stagnation | -      |
| Abstentions              | Abstentions                                                      | 25 661    | 11,45 |      |        |               |        |
| Inscrits / Participation | Inscrits / Participation                                         | 224 031   | 88,55 |      |        |               |        |

| Nom | Nom                  | Parti    | Voix   | %    |
| --- | -------------------- | -------- | ------ | ---- |
|     | Jean-Claude Juncker  | CSV      | 21 929 | 2,16 |
|     | Jacques Santer       | CSV      | 19 702 | 1,94 |
|     | Lydie Polfer-Wurth   | DP       | 18 093 | 1,78 |
|     | Jacques F. Poos      | LSAP     | 14 090 | 1,39 |
|     | Jup Weber (lb)       | GLEI-GAP | 11 621 | 1,15 |
|     | Mady Delvaux-Stehres | LSAP     | 10 507 | 1,04 |

#### Élections de 1999
Les élections européennes de 1999 ont eu lieu le 13 juin 1999. Voici les résultats pour ces élections européennes, ceux-ci ne comprennent que les noms des élus.
| Partis                   | Partis                                                           | Voix      | %     | +/-  | Sièges | +/-           | Groupe    |
| ------------------------ | ---------------------------------------------------------------- | --------- | ----- | ---- | ------ | ------------- | --------- |
|                          | Parti populaire chrétien-social (CSV)                            | 321 471   | 31,65 | 0,15 | 2      | en stagnation | PPE-DE    |
|                          | Parti ouvrier socialiste luxembourgeois (LSAP)                   | 239 502   | 23,58 | 1,22 | 2      | en stagnation | PSE       |
|                          | Parti démocratique (DP)                                          | 207 665   | 20,45 | 1,62 | 1      | en stagnation | ELDR      |
|                          | Les Verts (Gréng)                                                | 108 693   | 10,73 | 0,20 | 1      | en stagnation | Verts/ALE |
|                          | Comité d'action pour la démocratie et des retraites justes (ADR) | 91 253    | 8,98  | 2,03 | 0      | en stagnation |           |
|                          | La Gauche (Lénk)                                                 | 28 226    | 2,78  | Nv   | 0      | Nv            |           |
|                          | Alliance verte et libérale (GaL)                                 | 18 631    | 1,83  | Nv   | 0      | Nv            |           |
| Total des voix           | Total des voix                                                   | 1 015 441 | 100   |      |        |               |           |
|                          |                                                                  |           |       |      |        |               |           |
| Votes valides            | Votes valides                                                    | 180 839   | 90,60 |      |        |               |           |
| Votes blancs et nuls     | Votes blancs et nuls                                             | 18 758    | 9,40  |      |        |               |           |
| Total                    | Total                                                            | 199 597   | 100   | -    | 6      | en stagnation | -         |
| Abstentions              | Abstentions                                                      | 29 115    | 12,73 |      |        |               |           |
| Inscrits / Participation | Inscrits / Participation                                         | 228 712   | 87,27 |      |        |               |           |

| Nom | Nom                 | Parti | Voix   | %    |
| --- | ------------------- | ----- | ------ | ---- |
|     | Jean-Claude Juncker | CSV   | 29 715 | 2,93 |
|     | Jacques Santer      | CSV   | 26 590 | 2,62 |
|     | Charles Goerens     | DP    | 19 369 | 1,91 |
|     | Alex Bodry          | LSAP  | 14 210 | 1,40 |
|     | Robert Goebbels     | LSAP  | 12 266 | 1,21 |
|     | Camille Gira        | Gréng | 10 022 | 0,99 |

#### Élections de 2004
Les élections européennes de 2004 ont eu lieu le 13 juin 2004. Voici les résultats pour ces élections européennes, ceux-ci ne comprennent que les noms des élus.
| Partis                   | Partis                                                           | Voix      | %     | +/-  | Sièges | +/-           | Groupe    |
| ------------------------ | ---------------------------------------------------------------- | --------- | ----- | ---- | ------ | ------------- | --------- |
|                          | Parti populaire chrétien-social (CSV)                            | 404 823   | 37,14 | 5,49 | 3      | 1             | PPE-DE    |
|                          | Parti ouvrier socialiste luxembourgeois (LSAP)                   | 240 484   | 22,06 | 1,52 | 1      | 1             | PSE       |
|                          | Les Verts (Gréng)                                                | 163 754   | 15,02 | 4,29 | 1      | en stagnation | Verts-ALE |
|                          | Parti démocratique (DP)                                          | 162 064   | 14,87 | 5,58 | 1      | en stagnation | ALDE      |
|                          | Comité d'action pour la démocratie et des retraites justes (ADR) | 87 666    | 8,04  | 0,94 | 0      | en stagnation |           |
|                          | La Gauche (Lénk)                                                 | 18 345    | 1,68  | 1,10 | 0      | en stagnation |           |
|                          | Parti communiste luxembourgeois (KPL)                            | 12 800    | 1,17  | Nv   | 0      | Nv            |           |
| Total des voix           | Total des voix                                                   | 1 089 936 | 100   |      |        |               |           |
|                          |                                                                  |           |       |      |        |               |           |
| Votes valides            | Votes valides                                                    | 192 185   | 91,65 |      |        |               |           |
| Votes blancs et nuls     | Votes blancs et nuls                                             | 17 504    | 8,35  |      |        |               |           |
| Total                    | Total                                                            | 209 689   | 100   | -    | 6      | en stagnation | -         |
| Abstentions              | Abstentions                                                      | 19 861    | 8,65  |      |        |               |           |
| Inscrits / Participation | Inscrits / Participation                                         | 229 550   | 91,35 |      |        |               |           |

| Nom | Nom                 | Parti | Voix   | %    |
| --- | ------------------- | ----- | ------ | ---- |
|     | Jean-Claude Juncker | CSV   | 41 535 | 3,81 |
|     | Luc Frieden         | CSV   | 25 228 | 2,32 |
|     | Lydie Polfer        | DP    | 22 179 | 2,04 |
|     | François Biltgen    | CSV   | 16 929 | 1,55 |
|     | Jean Asselborn      | LSAP  | 14 461 | 1,33 |
|     | Claude Turmes       | Gréng | 13 828 | 1,27 |

#### Élections de 2009
Les élections européennes de 2009 ont eu lieu le 7 juin 2009. Voici les résultats pour ces élections européennes, ceux-ci ne comprennent que les noms des élus.
| Partis                   | Partis                                            | Voix      | %     | +/-  | Sièges | +/-           | Groupe    |
| ------------------------ | ------------------------------------------------- | --------- | ----- | ---- | ------ | ------------- | --------- |
|                          | Parti populaire chrétien-social (CSV)             | 353 094   | 31,36 | 5,78 | 3      | en stagnation | PPE       |
|                          | Parti ouvrier socialiste luxembourgeois (LSAP)    | 219 349   | 19,48 | 2,58 | 1      | en stagnation | S&D       |
|                          | Parti démocratique (DP)                           | 210 107   | 18,66 | 3,79 | 1      | en stagnation | ALDE      |
|                          | Les Verts (Gréng)                                 | 189 523   | 16,83 | 1,81 | 1      | en stagnation | Verts/ALE |
|                          | Parti réformiste d'alternative démocratique (ADR) | 83 168    | 7,39  | 0,65 | 0      | en stagnation |           |
|                          | La Gauche (Lénk)                                  | 37 929    | 3,37  | 1,69 | 0      | en stagnation |           |
|                          | Parti communiste luxembourgeois (KPL)             | 17 304    | 1,54  | 0,37 | 0      | en stagnation |           |
|                          | Liste des citoyens                                | 15 558    | 1,38  | Nv   | 0      | Nv            |           |
| Total des voix           | Total des voix                                    | 1 126 032 | 100   |      |        |               |           |
|                          |                                                   |           |       |      |        |               |           |
| Votes valides            | Votes valides                                     | 198 364   | 90,82 |      |        |               |           |
| Votes blancs et nuls     | Votes blancs et nuls                              | 20 059    | 9,18  |      |        |               |           |
| Total                    | Total                                             | 218 423   | 100   | -    | 6      | en stagnation | -         |
| Abstentions              | Abstentions                                       | 22 246    | 9,34  |      |        |               |           |
| Inscrits / Participation | Inscrits / Participation                          | 240 669   | 90,76 |      |        |               |           |

| Nom | Nom             | Parti | Voix   | %    |
| --- | --------------- | ----- | ------ | ---- |
|     | Charles Goerens | DP    | 99 081 | 8,80 |
|     | Viviane Reding  | CSV   | 71 410 | 6,34 |
|     | Claude Turmes   | Gréng | 60 645 | 5,39 |
|     | Robert Goebbels | LSAP  | 54 608 | 4,85 |
|     | Astrid Lulling  | CSV   | 28 970 | 2,57 |
|     | Frank Engel     | CSV   | 12 996 | 1,15 |

#### Élections de 2014
Les élections européennes de 2014 ont eu lieu le 25 mai 2014. Voici les résultats pour ces élections européennes, ceux-ci ne comprennent que les noms des élus.
| Partis                   | Partis                                            | Voix      | %     | +/-  | Sièges | +/-           | Groupe    |
| ------------------------ | ------------------------------------------------- | --------- | ----- | ---- | ------ | ------------- | --------- |
|                          | Parti populaire chrétien-social (CSV)             | 441 578   | 37,66 | 6,30 | 3      | en stagnation | PPE       |
|                          | Les Verts (Gréng)                                 | 176 073   | 15,01 | 1,82 | 1      | en stagnation | Verts/ALE |
|                          | Parti démocratique (DP)                           | 173 255   | 14,77 | 3,89 | 1      | en stagnation | ALDE      |
|                          | Parti ouvrier socialiste luxembourgeois (LSAP)    | 137 504   | 11,73 | 7,75 | 1      | en stagnation | S&D       |
|                          | Parti réformiste d'alternative démocratique (ADR) | 88 298    | 7,53  | 0,14 | 0      | en stagnation |           |
|                          | La Gauche (Lénk)                                  | 67 544    | 5,76  | 2,39 | 0      | en stagnation |           |
|                          | Parti pirate (PPL)                                | 49 553    | 4,23  | Nv   | 0      | Nv            |           |
|                          | Parti pour la démocratie intégrale (PID)          | 21 303    | 1,82  | Nv   | 0      | Nv            |           |
|                          | Parti communiste luxembourgeois (KPL)             | 17 506    | 1,49  | 0,05 | 0      | en stagnation |           |
| Total des voix           | Total des voix                                    | 1 172 614 | 100   |      |        |               |           |
|                          |                                                   |           |       |      |        |               |           |
| Votes valides            | Votes valides                                     | 203 772   | 90,08 |      |        |               |           |
| Votes blancs et nuls     | Votes blancs et nuls                              | 22 446    | 9,92  |      |        |               |           |
| Total                    | Total                                             | 226 218   | 100   | -    | 6      | en stagnation | -         |
| Abstentions              | Abstentions                                       | 38 215    | 14,45 |      |        |               |           |
| Inscrits / Participation | Inscrits / Participation                          | 264 433   | 85,55 |      |        |               |           |

| Nom | Nom                  | Parti | Voix    | %     |
| --- | -------------------- | ----- | ------- | ----- |
|     | Viviane Reding       | CSV   | 126 952 | 10,83 |
|     | Charles Goerens      | DP    | 82 975  | 7,08  |
|     | Claude Turmes        | Gréng | 69 797  | 5,95  |
|     | Georges Bach         | CSV   | 68 242  | 5,82  |
|     | Frank Engel          | CSV   | 65 884  | 5,62  |
|     | Mady Delvaux-Stehres | LSAP  | 33 089  | 2,82  |

#### Élections de 2019
Les élections européennes de 2019 ont eu lieu le 26 mai 2019. Voici les résultats pour ces élections européennes, ceux-ci ne comprennent que les noms des élus.
| Partis                   | Partis                                            | Voix      | %     | +/-   | Sièges | +/-           | Groupe    |
| ------------------------ | ------------------------------------------------- | --------- | ----- | ----- | ------ | ------------- | --------- |
|                          | Parti démocratique (DP)                           | 269 259   | 21,43 | 6,66  | 2      | 1             | RE        |
|                          | Parti populaire chrétien-social (CSV)             | 265 105   | 21,10 | 16,56 | 2      | 1             | PPE       |
|                          | Les Verts (Gréng)                                 | 237 615   | 18,91 | 3,90  | 1      | en stagnation | Verts/ALE |
|                          | Parti ouvrier socialiste luxembourgeois (LSAP)    | 153 396   | 12,21 | 0,48  | 1      | en stagnation | S&D       |
|                          | Parti réformiste d'alternative démocratique (ADR) | 126 084   | 10,03 | 2,50  | 0      | en stagnation |           |
|                          | Parti pirate (PPL)                                | 96 830    | 7,71  | 3,48  | 0      | en stagnation |           |
|                          | La Gauche (Lénk)                                  | 60 812    | 4,84  | 0,92  | 0      | en stagnation |           |
|                          | Volt Luxembourg                                   | 26 528    | 2,11  | Nv    | 0      | Nv            |           |
|                          | Parti communiste luxembourgeois (KPL)             | 14 334    | 1,14  | 0,35  | 0      | en stagnation |           |
|                          | Les Conservateurs (Konservativ)                   | 6 661     | 0,53  | Nv    | 0      | Nv            |           |
| Total des voix           | Total des voix                                    | 1 256 624 | 100   |       |        |               |           |
|                          |                                                   |           |       |       |        |               |           |
| Votes valides            | Votes valides                                     | 218 177   | 90,74 |       |        |               |           |
| Votes blancs et nuls     | Votes blancs et nuls                              | 22 267    | 9,26  |       |        |               |           |
| Total                    | Total                                             | 240 444   | 100   | -     | 6      | en stagnation | -         |
| Abstentions              | Abstentions                                       | 44 991    | 15,76 |       |        |               |           |
| Inscrits / Participation | Inscrits / Participation                          | 285 435   | 84,24 |       |        |               |           |

| Nom | Nom                 | Parti | Voix   | %    |
| --- | ------------------- | ----- | ------ | ---- |
|     | Charles Goerens     | DP    | 97 445 | 7,76 |
|     | Christophe Hansen   | CSV   | 62 622 | 4,98 |
|     | Tilly Metz          | Gréng | 55 359 | 4,40 |
|     | Monica Semedo       | DP    | 50 890 | 4,05 |
|     | Isabel Wiseler-Lima | CSV   | 49 496 | 3,94 |
|     | Nicolas Schmit      | LSAP  | 39 000 | 3,10 |